# María Malla Fábregas
María Malla Fábregas (Alguaire, Segriá, 20 de mayo de 1918 – La Chapelle-Saint-Mesmin, Centro, Francia, 31 de diciembre de 1995) fue una escritora y poetisa, militante anarquista y anarcosindicalista española.

## Vida y carrera
Cuando tenía un año su familia se instaló en Castellbell y Vilar, Bages, Cataluña. Escribió su primera poesía a los seis años y durante su niñez dejó claras sus aspiraciones como bibliotecaria, aunque sus padres preferían que aprendiera el oficio de peluquera.
Durante su adolescencia se incorporó a la fábrica del Borràs, donde se afilió al sindicato de la CNT. Al estallar la guerra civil española militó en las recién creadas Juventudes Libertarias de Castellbel y el Vilar ejerciendo de secretaria, tesorera y bibliotecaria.
En 1947 logró pasar a Francia cruzando por Puigcerdà, donde se reunió con su compañero Clemente Pujol. Al morir el dictador Franco pasó cada verano en Castellbell y el Vilar (Bages), hasta que en 1991 logró crear una biblioteca popular que a partir del año 2000 fue bautizada con su nombre.
Fue muy aficionada a la lectura y una gran apasionada del teatro, como dramaturga y actriz. Como escritora, su obra -en su mayoría en castellano- fue de género poético y también narrativo. Sus poemas y narraciones están impregnados por los problemas sociales del momento.

## Obra

### Poesía
- El último romántico (1989)
- Renacen entre páginas (1991, ISBN 8479540028 )
- El grito silencioso (1991, ISBN 8479540745 )
- Todo corazón (1993)
- El amor del desamor (1995, ISBN 8478391584 )

### Prosa
- Los cuadernos de Mara Mas (1990)
- Mirna Keynes y otros relatos (1992)

### Teatro
- El reinado de la paz (1979)
- Como ojos de luna (1986)